# لاين رانكين
لاين رانكين هو سياسي كندي، ولد في 9 أبريل 1983 في كندا. حزبياً، نشط في الحزب الليبرالي في نوفا سكوشا ‏. وقد انتخب عضو مجلس نواب نوفا سكوتيا عن دائرة Timberlea-Prospect ‏ وقد انضم خلال فترته النيابية ‏ (30 مايو 2017 – )  للكتلة البرلمانية الحزب الليبرالي في نوفا سكوشا ‏ وانتخب عضو مجلس نواب نوفا سكوتيا عن دائرة Timberlea-Prospect ‏ وقد انضم خلال فترته النيابية (8 أكتوبر 2013 – 30 مايو 2017)  للكتلة البرلمانية الحزب الليبرالي في نوفا سكوشا ‏.